# Google Scholar
Google Scholar er et søgeværktøj til at finde videnskabelig litteratur. Man kan søge blandt fagområder og i kilder så som: afhandlinger, specialer, bøger, uddrag og artikler anmeldt af fagfolk fra akademiske forlag, faglige sammenslutninger, dokumentdatabaser, universiteter og andre videnskabelige organisationer.
Google Scholar blev først oprettet på engelsk og er senere hen kommet på dansk.